# Icland
Icland (węg. Ikland) – wieś w Rumunii, w okręgu Marusza, w gminie Ernei. W 2011 roku liczyła 387 mieszkańców.